# Єгоров Валерій Павлович
Валерій Павлович Єгоров (нар. 17 лютого 1927, селище рудника імені Карла Лібкнехта, тепер місто Соледар Донецької області — 30 травня 1971, загинув у автомобільній аварії) — український радянський діяч, інженер, директор Сєверодонецького хімічного комбінату Луганської області. Герой Соціалістичної Праці (1971).

## Біографія
Народився у родині робітника. Дитиною разом із батьками переїхав в місто Лисичанськ Ворошиловградської області, де у 1934 році пішов до школи. У 1941 році закінчив сім класів Лисичанської середньої школи № 2. У 1942 році із родиною був евакуйований в місто Кисельовськ Кемеровської області, де продовжував вчитися в школі.
У 1944 році, після повернення з евакуації, поступив в Донецький індустріальний інститут (тепер — Донецький національний технічний університет). У лютому 1946 року через хворобу був вимушений залишити навчання. У вересні 1946 року продовжив навчання в Рубіжанському хіміко-технологічному інституті, де закінчив три курси механічного факультету. У 1948 році Рубіжанський інститут був розформований, у зв'язку з чим Єгоров в числі інших студентів був направлений для продовження навчання в Харківський політехнічний інститут імені Леніна. Закінчив інститут у 1951 році за фахом «машини і устаткування хімічної промисловості».
Після закінчення інституту в 1951 році був призначений начальником зміни в цеху компресії Лисичанського хімічного комбінату Ворошиловградської області, на якому пропрацював майже усе життя. У травні 1952 — лютому 1954 р. — механік цеху водного очищення, у лютому 1954 — січні 1955 р. — механік цеху синтезу аміаку, у січні — вересні 1955 р. — старший механік виробництва спиртів Лисичанського хімічного комбінату.
Член КПРС з 1954 року.
З вересня 1955 по грудень 1957 року — в тривалому відрядженні в Чехословаччині (брав участь в підборі устаткування для комбінату).
Після повернення із закордонного відрядження з січня по липень 1958 року — начальник цеху синтезу метанолу та ізобутилену. У серпні 1958 — липні 1961 р. — головний механік Лисичанського хімічного комбінату. У липні 1961 — березні 1964 р. — заступник головного інженера із механічної служби Лисичанського хімічного комбінату Луганської області.
У березні 1964 — січні 1966 р. — начальник Управління хімічної промисловості Донецької Ради народного господарства (раднаргоспу).
У січні — червні 1966 р. — виконувач обов'язків головного інженера, у червні 1966 — вересні 1968 р. — головний інженер Лисичанського (з липня 1966 року — Сєверодонецького) хімічного комбінату.
Неодноразово виїжджав у зарубіжні відрядження для ознайомлення з досвідом роботи хімічних виробництв (травень — червень 1966 року — у Францію для ознайомлення з виробництвом аміаку високої продуктивності, в січні 1967 року  — в Румунію і Югославію для ознайомлення з організацією виробництва на азотно-тукових заводах, в липні 1967 — у Федеративну Республіку Німеччину). Розробив і впровадив більше тридцяти раціональних пропозицій з сумарним економічним ефектом більше 150 тисяч рублів.
10 вересня 1968 — 30 травня 1971 року — директор Сєверодонецького хімічного комбінату Луганської області.
Указом Президія Верховної Ради СРСР від 20 квітня 1971 року за видатні успіхи у виконанні завдань п'ятирічного плану, впровадження передових методів праці і досягнення високих технічних і виробничих показників Єгорову Валерію Павловичу присвоєно звання Героя Соціалістичної Праці з врученням ордену Леніна і золотої медалі «Серп і Молот». Обирався депутатом Сєверодонецької міської ради депутатів трудящих.
Загинув у автомобільній катастрофі.

## Нагороди
- Герой Соціалістичної Праці (20.04.1971)
- орден Леніна (20.04.1971)
- орден Трудового Червоного Прапора (18.05.1966)
- медалі
- «Відмінник хімічної промисловості СРСР» (1969)